# Le Sserafim
Le Sserafim (en coreà: 르세라핌) és un grup musical de Corea del Sud creat per les productores Source Music i Hybe Corporation. El grup està format per cinc membres: Sakura, Kim Chae-won, Huh Yun-jin, Kazuha i Hong Eun-chae. La sisena membre original, Kim Ga-ram, va abandonar el grup el 20 de juliol de 2022 després de la rescissió del seu contracte.
Le Sserafim va debutar el 2 de maig de 2022 amb el llançament de l'EP Fearless. El nom del grup és un anagrama de la frase en anglès I'm fearless.

## Història
Sakura, Kim Chae-won i Huh Yun-jin es van conèixer el 2018 participant al programa de televisió Produce 48. Abans d'unir-se al grup, Kazuha era una ballarina professional que s'havia format a l'Acadèmia Nacional de Ballet d'Amsterdam, a l'Acadèmia Estatal de Coreografia Bolshoi de Moscou i a la Royal Ballet School de Londres. Hong Eun-chae s'hi va unir el 2021.
El 2022, Source Music va anunciar un nou girl group, amb Sakura i Kim Chae-won com a components. El 13 d'abril del mateix any, l'empresa va anunciar que Le Sserafim llançaria el seu EP debut Fearless, el 2 de maig. Les precomandes de l'EP van superar les 270.000 còpies en set dies i les 380.000 còpies al cap de setze dies. El dia del seu llançament, Fearless va vendre més de 175.000 còpies.
Le Sserafim va publicar el seu segon EP, Antifragile, el 17 d'octubre, ja com a quintet després de la marxa de Kim Ga-ram. L'àlbum va arribar al número 14 del Billboard 200, convertint-se així en el grup femení de K-pop més ràpid a debutar a les llistes.

## Discografia
- Fearless (EP, 2022)
- Antifragile (EP, 2022)
- Unforgiven (2023)[13]